# 野村徹
野村 徹（のむら とおる、1937年1月1日 - ）は、大阪府出身の野球選手（捕手）・コーチ・監督。

## 来歴
北野高校卒業後の1957年に早稲田大学へ進学し、東京六大学リーグでは在学中2度優勝に貢献するなど頭脳派捕手として活躍。3年次の1959年春季では同期の金沢宏、1年下の安藤元博の両投手とバッテリーを組み、木次文夫、徳武定之らの強力打線の援護もあって、4連覇を続けてきた立大に競り勝ち優勝を飾る。同年の全日本大学野球選手権大会でも決勝で再試合の末、関学を降し優勝。4年次の1960年秋季の早慶六連戦では全6試合にマスクを被り、安藤元の力投を支えた。リーグ通算59試合出場、179打数40安打、打率.223、0本塁打、16打点。ベストナイン1回。
大学卒業後の1961年、金沢と共に大昭和製紙へ入社。1年目の都市対抗では金沢が好投し準決勝に進むが、新三菱重工に敗退。
引退後は監督を務め、1970年の都市対抗では、早大の後輩である安田猛の活躍もあってチームを優勝に導く。安田は入社前の3月に練習に参加した際、バント練習でボールを左手中指に当てて、4針縫っていたが、野村は投げられない安田を沖縄キャンプに連れて行き、両翼のポール間を走って100往復するように命じる。早大では3、4年時にあまり走り込まなかった安田は思わぬ下半身強化ができ、同年の都市対抗で橋戸賞を獲得し、2年後のプロ入りに繋げた。
1985年、大阪大学特別コーチに就任。弱小チームを近畿学生リーグ優勝に導き、関西代表決定戦で近大に勝利、全日本大学野球選手権大会に関西地区第一代表として初めて出場した。その後は近大附属高校の監督に招かれ、1988年に春夏連続甲子園出場を果たした。
その後は長く高校野球の解説を務めていたが、1999年2月に母校・早大の第16代監督に就任。これまでの監督の多くが所属する社業と監督業とを兼務せざるを得なかったが、野村は朝から夜遅くまでグラウンドに立ち続けフルタイムでチームを指導した。成果は同年の春季リーグで表れ、藤井秀悟・鎌田祐哉の両エースを擁して全10試合無失策という堅い守りを見せて優勝を飾る。2002年からはチーム史上初のリーグ戦4連覇を達成、2003年秋季リーグにはこれもチーム初の10戦全勝優勝を達成した。在任6年で優勝5回、チームの再建を果たし、黄金時代を到来させた。なお、野村は特に就任早々の優勝については上級生たちを指導していた前監督佐藤清のおかげであると語っている。
2004年秋季リーグでは應武篤良をコーチに入れ、同季限りで應武に監督を譲り勇退。その後は日本高野連評議員などを務めた。早大の試合がある日には神宮を訪れている。また、早慶戦を中心に試合中継の解説も務めている。
「野球は守備から」という信念のもと、1球の大切さを選手たちに厳しく教え、低迷が続いていた早大野球部を再建した。門下からは藤井・鎌田の他に東辰弥・江尻慎太郎・和田毅・比嘉寿光・鳥谷敬・青木宣親・由田慎太郎・田中浩康らのプロ選手を送り出した。彼らOBからは「1球の大切さ」を野村から学んだということが異口同音に語られる。
なお早大からは2006年の宮本賢・山本一徳まで8年連続でドラフト指名選手が出たが、その最初が野村監督初年度の藤井であった。